# Nguyễn Văn Thinh
Nguyễn Văn Thinh (* 1888 in Cochinchina; † 10. November 1946 in Saigon, Cochinchina) war ein französisch-vietnamesischer Arzt und Politiker. Er wurde 1946 zum ersten Oberhaupt der Autonomen Republik Cochinchina ernannt, beging aber Ende des Jahres Suizid aus Protest gegen seine politische Marginalisierung.

## Leben
Nguyễn Văn Thinh wurde 1888 als Sohn einer lokalen Aristokratenfamilie in Cochinchina geboren. Er studierte in Indochina und Frankreich Medizin und schloss sein Studium als einer der ersten Vietnamesen in Paris ab. Er spezialisierte sich als Augenarzt. Im Ersten Weltkrieg meldete er sich freiwillig zum Dienst in der französischen Armee. Im Jahr 1926 trat er der Konstitutionalistischen Partei bei. Bis Ende der 1930er-Jahre hatte er sich als einer der führenden Politiker der Kolonie Cochinchina etabliert. 1937 gründete er dank seiner finanziellen Mittel als Großgrundbesitzer eine eigene Partei, die Parti démocrate. Deren politisches Programm zielte primär darauf ab, Indochina einen Autonomiestatus (ähnlich den britischen Dominions) zu verschaffen.
Văn Thinh war dabei einer der wenigen indigenen Einwohner der Kolonie, welche die französische Staatsbürgerschaft erwerben konnten. Als Großgrundbesitzer und damit Reisproduzent im großen Stil versuchte Nguyen Van Thinh während der Hungersnot in Vietnam 1945 Nothilfe für die Bauern im nördlichen Teil des Landes zu organisieren.
Văn Thinh tat sich als Präsident der Demokratischen Partei als ein Unterstützer des französischen Kolonialsystems gegen die revolutionären Unabhängigkeitsbestrebungen seines Landes hervor. Der französische Hochkommissar Georges Thierry d’Argenlieu setzte im Juni 1946 die provisorische Regierung einer Autonomen Republik Cochinchina ein, die er selbst proklamiert hatte, bestehend aus 14 Franzosen und 28 Vietnamesen, und ernannte Văn Thinh zu ihrem Präsidenten. Ziel der französischen Administration war, eine vietnamesische Selbstverwaltung in Angriff zu nehmen, eine Aufgabe, die unter der französischen Kolonialherrschaft vernachlässigt worden war. Dem alleinigen Vertretungsanspruch der Việt Minh für Vietnam sollte so entgegengetreten werden. Das Staatsgebilde hatte nur wenig Unterstützung in der lokalen Bevölkerung, denn sie hatte keine Einflussmöglichkeiten auf diese Regierung, die weiter die Interessen der alten französischen Kolonialherren vertrat. Laut Schätzungen des damaligen US-Botschafters hätten rund drei Viertel der Bevölkerung in einer freien Wahl für die Vereinigung des Landes unter Ho Chi Minh optiert.
Nguyễn Văn Thinh beging am 20. November 1946 Selbstmord aus Protest gegen die Verhandlungen der französischen Behörden mit den Việt Minh, welche für ihn einen politischen Gesichtsverlust darstellten.